# 밸로리 커리
밸러리 커리(Valorie Curry, 1986년 2월 12일 ~ )는 미국의 배우이다. Valorie는 Valerie의 다른 표기이다.

## 출연 작품

### 영화
- Kara (2012) - 단편
- 아메리칸 패스토럴 (2016)
- 블레어 위치 (2016)

### 텔레비전
- 베로니카 마스 (2005-06)
- 팔로잉 (2013-14)
- 더 틱 (2016-19)
- 더 보이즈 (2024-현재)

### 비디오 게임
- 디트로이트: 비컴 휴먼 (2018)